# Sharon Beck
Sharon Maria Rebecca Beck (født 22. marts 1995) er en kvindelig tysk født/israelsk fodboldspiller, der spiller midtbane for 1. FC Köln i 1. Frauen-Bundesliga og Israels kvindefodboldlandshold.
Hun blev første gang udtaget til det tyske A-landshold ved SheBelieves Cup 2018 af landstræner Martina Voss-Tecklenburg, men nåede dog ikke at få sin officielle debut. Tidligere havde hun også repræsenteret Tyskland ved U/17-VM i fodbold for kvinder 2012 i Aserbajdsjan, hvor holdet blev nummer 4.
Grundet hendes jødiske familie og at hun ikke havde optrådt officielt for Tysklands A-landshold, valgte hun i stedet at skifte til israelsk statsborgerskab og fik derefter den 7. juni 2018 mod Spanien.